# NGC 5093
NGC 5093 is een spiraalvormig sterrenstelsel in het sterrenbeeld Jachthonden. Het hemelobject werd op 18 maart 1787 ontdekt door de Duits-Britse astronoom William Herschel.

## Synoniemen
- UGC 8373
- MCG 7-27-60
- ZWG 217.29
- PGC 46472